# 上瓦尔罗梅
上瓦尔罗梅（法語：Haut Valromey，發音：[o valʁɔmɛ]）是法国安省贝莱区的一个市镇，面积121.88平方千米，2022年1月1日人口为777人。其于2016年1月1日由原市镇奥托讷、大阿贝热芒、小阿贝热芒和松日约合并而成，行政中心位于奥托讷。2025年1月1日，市镇吕菲约并入上瓦尔罗梅。
上瓦尔罗梅是一个新市镇，5个原市镇为上瓦尔罗梅的委派市镇。

## 地名
该市镇得名于瓦尔罗梅地区。

## 地理
上瓦尔罗梅（45°59'51.000"N, 5°41'42.000"E）面积121.88平方千米，位于法国奥弗涅-罗讷-阿尔卑斯大区安省，该省份为法国东部省份，北起汝拉省，西北接索恩-卢瓦尔省，西接罗讷省和里昂大都会，南至伊泽尔省，东与萨瓦省、上萨瓦省和瑞士接壤。
与上瓦尔罗梅接壤的市镇（或旧市镇、城区）包括：瓦尔罗梅地区香槟、布雷诺、比利亚、沙奈、勒普瓦扎-拉莱里亚、尚多尔-科尔塞勒、科尔博诺、安茹-热尼西亚、维尔、莱内罗勒、瓦尔瑟罗讷、叙尔茹-洛皮塔勒、普拉托多特维尔、瓦尔罗梅地区阿尔维耶尔、塞朗河畔瓦尔罗梅。
上瓦尔罗梅的时区为UTC+01:00、UTC+02:00（夏令时）。

上瓦尔罗梅的定位图

## 行政
上瓦尔罗梅的邮政编码为01260，INSEE市镇编码为01187。

## 政治
上瓦尔罗梅所属的省级选区为普拉托多特维尔县。

## 人口
上瓦尔罗梅于2022年1月1日时的人口数量为777人。